# Liste der Numisblätter aus Deutschland
Dies ist eine Liste der Numisblätter, die vom Bundesministerium der Finanzen bzw. der Deutschen Post AG herausgegeben wurden.

## 10-DM-Gedenkmünzen 1997–2001 (Silber)
| Nummer | Format | Thema                                                         | Münze         | Ausgabedatum Prägestätte | Briefmarke(n)                                                              | Ausgabedatum   | Ausgabepreis |
| ------ | ------ | ------------------------------------------------------------- | ------------- | ------------------------ | -------------------------------------------------------------------------- | -------------- | ------------ |
| 1/1997 |        | 500. Geburtstag des Reformators Philipp Melanchthon           | Ag 625, 15,5g | 13. Feb. 1997 J          | Philipp Melanchthon 1497–1560 10 × 1,00 DM                                 | 4. Feb. 1997   | 29,50 DM     |
| 2/1997 |        | 100 Jahre Dieselmotor                                         | Ag 625, 15,5g | 28. Aug. 1997 F          | 100 Jahre Dieselmotor 10 × 3,00 DM                                         | 28. Aug. 1997  | 48,50 DM     |
| 3/1997 |        | 200. Geburtstag des Dichters Heinrich Heine                   | Ag 625, 15,5g | 6. Nov. 1997 D           | Heinrich Heine 1797–1856 10 × 1,10 DM                                      | 6. Nov. 1997   | 29,50 DM     |
| 1/1998 |        | 350 Jahre Westfälischer Friede                                | Ag 925, 15,5g | 12. März 1998 J          | 350 Jahre Westfälischer Friede 10 × 1,10 DM                                | 12. März 1998  | 29,50 DM     |
| 2/1998 |        | 900. Geburtstag der Gelehrten Hildegard von Bingen            | Ag 925, 15,5g | 16. April 1998 G         | Hildegard von Bingen 1098–1179 10 × 1,00 DM                                | 16. April 1998 | 29,50 DM     |
| 3/1998 |        | 50 Jahre Deutsche Mark                                        | Ag 925, 15,5g | 19. Juni 1998 F          | 50 Jahre Deutsche Mark 10 × 1,10 DM                                        | 19. Juni 1998  | 29,50 DM     |
| 4/1998 |        | 300 Jahre Franckesche Stiftungen zu Halle                     | Ag 925, 15,5g | 10. Sep. 1998 A          | 300 Jahre Franckesche Stiftungen zu Halle 10 × 1,10 DM                     | 10. Sep. 1998  | 29,50 DM     |
| 1/1999 |        | 50 Jahre Grundgesetz                                          | Ag 925, 15,5g | 21. Mai 1999 D           | 50 Jahre Grundgesetz 2 × 1,10 DM                                           | 21. Mai 1999   | 19,50 DM     |
| 2/1999 |        | 50 Jahre SOS-Kinderdörfer                                     | Ag 925, 15,5g | 10. Juni 1999 J          | 50 Jahre SOS-Kinderdörfer 10 × 1,10 DM                                     | 10. Juni 1999  | 29,50 DM     |
| 3/1999 |        | 250. Geburtstag Goethes / Weimar – Kulturstadt Europas        | Ag 925, 15,5g | 12. Aug. 1999 F          | Johann Wolfgang von Goethe 1749–1832 10 × 1,10 DM                          | 12. Aug. 1999  | 29,50 DM     |
| 1/2000 |        | 1200 Jahre Kaiserkrönung Karl der Große / Dom zu Aachen       | Ag 925, 15,5g | 13. Jan. 2000 G          | 1200 Jahre Dom zu Aachen 10 × 1,10 DM                                      | 13. Jan. 2000  | 29,50 DM     |
| 2/2000 |        | Expo 2000 Hannover                                            | Ag 925, 15,5g | 13. Jan. 2000 A          | Weltausstellung EXPO 2000 Hannover 10 × 1,00 DM                            | 13. Jan. 2000  | 29,50 DM     |
| 3/2000 |        | 250. Todestag des Komponisten Johann Sebastian Bach           | Ag 925, 15,5g | 13. Juli 2000 F          | Johann Sebastian Bach 1685–1750 10 × 1,10 DM                               | 13. Juli 2000  | 29,50 DM     |
| 4/2000 |        | 10 Jahre Deutsche Einheit                                     | Ag 925, 15,5g | 28. Sep. 2000 D          | 10 Jahre Deutsche Einheit 10 × 1,10 DM                                     | 28. Sep. 2000  | 29,50 DM     |
| 1/2001 |        | 200. Geburtstag des Komponisten Albert Lortzing               | Ag 925, 15,5g | 11. Jan. 2001 J          | Albert Gustav Lortzing 1801–1851 10 × 1,10 DM                              | 11. Jan. 2001  | 29,50 DM     |
| 2/2001 |        | 750 Jahre Katharinenkloster – 50 Jahre Deutsches Meeresmuseum | Ag 925, 15,5g | 13. Juni 2001 A          | 750 Jahre Katharinenkloster – 50 Jahre Deutsches Meeresmuseum 10 × 1,10 DM | 13. Juni 2001  | 29,50 DM     |
| 3/2001 |        | 50 Jahre Bundesverfassungsgericht                             | Ag 925, 15,5g | 5. Sep. 2001 G           | 50 Jahre Bundesverfassungsgericht 10 × 1,10 DM                             | 5. Sep. 2001   | 29,50 DM     |

## 10-Euro-Gedenkmünzen 2002–2011 (Silber)
| Nummer              | Format | Thema                                                              | Münze       | Ausgabedatum Prägestätte    | Briefmarke(n) | Ausgabedatum   | Ausgabepreis |
| ------------------- | ------ | ------------------------------------------------------------------ | ----------- | --------------------------- | --- | -------------- | ------------ |
| 1/2002              |        | Übergang zur Währungsunion – Einführung des Euro                   | Ag 925, 18g | 23. Jan. 2002 F             | Einführung der Euro-Münzen und -Banknoten 10 × 0,56 €                                                                     | 10. Jan. 2002  | 19,50 €      |
| 2/2002              |        | 100 Jahre U-Bahn in Deutschland                                    | Ag 925, 18g | 14. Feb. 2002 D             | 100 Jahre Berliner U-Bahn 10 × 0,56 €                                                                                     | 7. Feb. 2002   | 19,50 €      |
| 3/2002              |        | 100 Tage Kunst – Kunstausstellung Documenta11 in Kassel            | Ag 925, 18g | 2. Mai 2002 J               | Documenta 11, Kassel 2 × 0,56 €                                                                                           | 2. Mai 2002    | 14,90 €      |
| 4/2002              |        | Weltkulturerbe der UNESCO – Museumsinsel Berlin                    | Ag 925, 18g | 8. Aug. 2002 A              | Weltkulturerbe der UNESCO – Museumsinsel Berlin 10 × 0,56 €                                                               | 8. Aug. 2002   | 19,50 €      |
| 5/2002              |        | 50 Jahre Deutsches Fernsehen                                       | Ag 925, 18g | 7. Nov. 2002 G              | 50 Jahre Deutsches Fernsehen 10 × 0,56 €                                                                                  | 7. Nov. 2002   | 19,50 €      |
| 1/2003              |        | 100 Jahre Deutsches Museum                                         | Ag 925, 18g | 10. April 2003 D            | 100 Jahre Deutsches Museum 10 × 0,55 €                                                                                    | 10. April 2003 | 19,50 €      |
| 2/2003              |        | 200. Geburtstag des Chemikers Justus von Liebig                    | Ag 925, 18g | 8. Mai 2003 J               | Justus Freiherr von Liebig 1803–1873 10 × 0,55 €                                                                          | 8. Mai 2003    | 19,50 €      |
| 3/2003              |        | 50. Jahrestag des Volksaufstandes am 17. Juni 1953                 | Ag 925, 18g | 12. Juni 2003 A             | 50. Jahrestag des Volksaufstandes in der DDR am 17. Juni 1953 10 × 0,55 € + 0,25 €                                        | 12. Juni 2003  | 19,50 €      |
| WM- Numisblatt 2003 |        | FIFA Fussball-Weltmeisterschaft Deutschland 2006 – 1. Ausgabe 2003 | Ag 925, 18g | 5. Juni 2003 A, D, F, G, J  | Für den Sport: Fußball-Weltmeisterschaft 2006 in Deutschland 2 × 0,45 € + 0,20 € 6 × 0,55 € + 0,25 € 2 × 1,44 € + 0,56 €  | 6. März 2003   | 24,80 €      |
| 5/2003              |        | Industrielandschaft Ruhrgebiet                                     | Ag 925, 18g | 10. Juli 2003 F             | Bilder aus Deutschland: Industrielandschaft Ruhrgebiet 10 × 0,55 €                                                        | 10. Juli 2003  | 19,50 €      |
| 6/2003              |        | 200. Geburtstag des Baumeisters Gottfried Semper                   | Ag 925, 18g | 13. Nov. 2003 G             | Gottfried Semper 1803–1879 10 × 0,55 €                                                                                    | 13. Nov. 2003  | 19,50 €      |
| WM- Numisblatt 2004 |        | FIFA Fussball-Weltmeisterschaft Deutschland 2006-2. Ausgabe 2004   | Ag 925, 18g | 5. Feb. 2004 A, D, F, G, J  | Für den Sport 4 × 0,45 € + 0,20 € 4 × 0,55 € + 0,25 € 2 × 1,44 € + 0,56 €                                                 | 5. Feb. 2004   | 24,80 €      |
| 1/2004              |        | Weltkulturerbe der UNESCO – Bauhausstätten in Weimar und Dessau    | Ag 925, 18g | 7. April 2004 A             | Weltkulturerbe der UNESCO – Bauhausstätten in Weimar und Dessau 10 × 0,55 €                                               | 7. April 2004  | 19,50 €      |
| 2/2004              |        | Erweiterung der Europäischen Union am 1. Mai 2004                  | Ag 925, 18g | 6. Mai 2004 G               | Erweiterung der Europäischen Union 10 × 0,55 €                                                                            | 6. Mai 2004    | 19,50 €      |
| 3/2004              |        | Deutsche National- und Naturparke: Wattenmeer                      | Ag 925, 18g | 3. Juni 2004 J              | Nationalparke: Wattenmeer 10 × 0,55 €                                                                                     | 3. Juni 2004   | 19,50 €      |
| 4/2004              |        | 200. Geburtstag des Dichters Eduard Mörike                         | Ag 925, 18g | 9. Sep. 2004 F              | Eduard Mörike 1804–1875 10 × 0,55 €                                                                                       | 9. Sep. 2004   | 19,50 €      |
| 5/2004              |        | Internationale Raumstation ISS                                     | Ag 925, 18g | 4. Nov. 2004 D              | Internationale Raumstation ISS 10 × 0,55 €                                                                                | 4. Nov. 2004   | 19,50 €      |
| WM- Numisblatt 2005 |        | FIFA Fussball-Weltmeisterschaft Deutschland 2006-3. Ausgabe 2005   | Ag 925, 18g | 10. Feb. 2005 A, D, F, G, J | Für den Sport: FIFA Fußball-WM Deutschland 2006 5 × 0,45 € + 0,20 € 5 × 0,55 € + 0,25 €                                   | 10. Feb. 2005  | 24,80 €      |
| 1/2005              |        | Deutsche National- und Naturparke: Nationalpark Bayerischer Wald   | Ag 925, 18g | 7. April 2005 D             | Nationalpark Bayerischer Wald 10 × 0,55 €                                                                                 | 7. April 2005  | 19,50 €      |
| 2/2005              |        | 200. Todestag des Dichters Friedrich von Schiller                  | Ag 925, 18g | 12. Mai 2005 G              | Schillerjahr 10 × 0,55 €                                                                                                  | 12. Mai 2005   | 19,50 €      |
| 3/2005              |        | 100 Jahre Relativität – Atome – Quanten / Albert Einstein          | Ag 925, 18g | 7. Juli 2005 J              | 100 Jahre Relativität – Atome – Quanten / Albert Einstein 10 × 0,55 €                                                     | 7. Juli 2005   | 19,50 €      |
| 4/2005              |        | 1200 Jahre Magdeburg                                               | Ag 925, 18g | 8. Sep. 2005 A              | 1200 Jahre Magdeburg 10 × 0,55 €                                                                                          | 8. Sep. 2005   | 19,50 €      |
| 5/2005              |        | 100. Jahrestag Friedensnobelpreis Bertha von Suttner               | Ag 925, 18g | 3. Nov. 2005 F              | 100 Jahre Friedensnobelpreis Bertha von Suttner 10 × 0,55 €                                                               | 3. Nov. 2005   | 19,50 €      |
| 1/2006              |        | 250. Geburtstag des Komponisten Wolfgang Amadeus Mozart            | Ag 925, 18g | 2. Jan. 2006 D              | Wolfgang Amadeus Mozart 1756–1791 10 × 0,55 €                                                                             | 2. Jan. 2006   | 19,50 €      |
| 2/2006              |        | 225. Geburtstag des Baumeisters Karl Friedrich Schinkel            | Ag 925, 18g | 2. März 2006 F              | Karl Friedrich Schinkel 1781–1841 10 × 0,55 €                                                                             | 2. März 2006   | 19,50 €      |
| WM- Numisblatt 2006 |        | FIFA Fussball-Weltmeisterschaft Deutschland 2006-4. Ausgabe 2006   | Ag 925, 18g | 9. Feb. 2006 A, D, F, G, J  | Für den Sport: FIFA Fußball-WM Deutschland 2006 1 × 0,45 € + 0,20 € 2 × 0,55 € + 0,25 € 1 × 1,45 € + 0,55 €               | 4. Mai 2006    | 19,50 €      |
| 3/2006              |        | 800 Jahre Dresden                                                  | Ag 925, 18g | 24. Aug. 2006 A             | Weihe der Dresdner Frauenkirche 10 × 0,55 €                                                                               | 13. Okt. 2005  | 19,50 €      |
| 4/2006              |        | 650 Jahre Städtehanse                                              | Ag 925, 18g | 7. Sep. 2006 J              | 650 Jahre Städtehanse 10 × 0,70 €                                                                                         | 7. Sep. 2006   | 19,50 €      |
| 1/2007              |        | 50 Jahre Bundesland Saarland                                       | Ag 925, 18g | 18. Jan. 2007 G             | 50 Jahre Bundesland Saarland 10 × 0,55 €                                                                                  | 2. Jan. 2007   | 19,50 €      |
| 2/2007              |        | 50 Jahre Römische Verträge                                         | Ag 925, 18g | 1. März 2007 F              | 50 Jahre Römische Verträge 10 × 0,55 €                                                                                    | 1. März 2007   | 19,50 €      |
| 3/2007              |        | 175. Geburtstag des Dichters und Zeichners Wilhelm Busch           | Ag 925, 18g | 14. Juni 2007 D             | Für die Jugend: Wilhelm Busch 1832–1908 1 × 0,45 € + 0,20 € 2 × 0,55 € + 0,25 € 1 × 1,45 € + 0,55 €                       | 14. Juni 2007  | 19,50 €      |
| 4/2007              |        | 50 Jahre Deutsche Bundesbank                                       | Ag 925, 18g | 9. Aug. 2007 J              | 50 Jahre Deutsche Bundesbank 10 × 0,55 €                                                                                  | 9. Aug. 2007   | 19,50 €      |
| 5/2007              |        | 800. Geburtstag der Heiligen Elisabeth von Thüringen               | Ag 925, 18g | 8. Nov. 2007 A              | Elisabeth von Thüringen 1207–1231 10 × 0,55 €                                                                             | 8. Nov. 2007   | 19,50 €      |
| 1/2008              |        | 200. Geburtstag des Malers Carl Spitzweg                           | Ag 925, 18g | 7. Feb. 2008 D              | Carl Spitzweg 1808–1885 10 × 0,55 €                                                                                       | 7. Feb. 2008   | 19,50 €      |
| 2/2008              |        | 150. Geburtstag des Physikers Max Planck                           | Ag 925, 18g | 10. April 2008 F            | Max Planck 1858–1947 10 × 0,55 €                                                                                          | 10. April 2008 | 19,50 €      |
| 3/2008              |        | 125. Geburtstag des Schriftstellers Franz Kafka                    | Ag 925, 18g | 3. Juli 2008 G              | Franz Kafka 1883–1924 10 × 0,55 €                                                                                         | 3. Juli 2008   | 19,50 €      |
| 4/2008              |        | 50 Jahre Segelschulschiff Gorch Fock                               | Ag 925, 18g | 7. Aug. 2008 J              | 50 Jahre Gorch Fock 10 × 0,55 €                                                                                           | 7. Aug. 2008   | 19,50 €      |
| 5/2008              |        | Archäologie in Deutschland: Himmelsscheibe von Nebra               | Ag 925, 18g | 9. Okt. 2008 A              | Himmelsscheibe von Nebra 10 × 0,55 €                                                                                      | 9. Okt. 2008   | 19,50 €      |
| 1/2009              |        | 12. IAAF Leichtathletik-WM – Sport in Deutschland – Berlin 2009    | Ag 925, 18g | 9. April 2009 A, D, F, G, J | Für den Sport: Leichtathletik-Weltmeisterschaften Berlin 2009 2 × 0,45 € + 0,20 € 4 × 0,55 € + 0,25 € 2 × 1,45 € + 0,55 € | 9. April 2009  | 19,50 €      |
| 2/2009              |        | 400 Jahre Keplersche Gesetze                                       | Ag 925, 18g | 7. Mai 2009 F               | Astronomie – 400 Jahre Keplersche Gesetze 10 × 0,55 €                                                                     | 7. Mai 2009    | 19,50 €      |
| 3/2009              |        | 100 Jahre Internationale Luftfahrtausstellung (ILA)                | Ag 925, 18g | 4. Juni 2009 D              | 100 Jahre Internationale Luftfahrtausstellung (ILA) 10 × 0,55 €                                                           | 4. Juni 2009   | 19,50 €      |
| 4/2009              |        | 600 Jahre Universität Leipzig                                      | Ag 925, 18g | 2. Juli 2009 A              | 600 Jahre Universität Leipzig 10 × 0,55 €                                                                                 | 2. Juli 2009   | 19,50 €      |
| 5/2009              |        | 100 Jahre Jugendherbergen                                          | Ag 925, 18g | 13. Aug. 2009 G             | 100 Jahre Jugendherbergen 10 × 0,55 €                                                                                     | 13. Aug. 2009  | 19,50 €      |
| 6/2009              |        | 100. Geburtstag der Publizistin Marion Gräfin Dönhoff              | Ag 925, 18g | 30. Nov. 2009 J             | Marion Gräfin Dönhoff 1909–2002 10 × 0,55 €                                                                               | 12. Nov. 2009  | 19,50 €      |
| 1/2010              |        | 200. Geburtstag des Komponisten Robert Schumann                    | Ag 925, 18g | 6. Mai 2010 J               | Robert Schumann 1810–1856 10 × 0,55 €                                                                                     | 6. Mai 2010    | 19,95 €      |
| 2/2010              |        | 100. Geburtstag des Erfinders Konrad Zuse                          | Ag 925, 18g | 10. Juni 2010 J             | Konrad Zuse 1910–1995 10 × 0,55 €                                                                                         | 10. Juni 2010  | 19,95 €      |
| 3/2010              |        | 300 Jahre Porzellanherstellung in Deutschland                      | Ag 925, 18g | 1. Juli 2010 F              | 300 Jahre Porzellanherstellung in Deutschland 10 × 0,55 €                                                                 | 1. Juli 2010   | 19,95 €      |
| 4/2010              |        | 20 Jahre Deutsche Einheit                                          | Ag 925, 18g | 2. Sep. 2010 A              | 20 Jahre Deutsche Einheit 10 × 0,55 €                                                                                     | 9. Sep. 2010   | 19,95 €      |
| 5/2010              |        | 175 Jahre Eisenbahn in Deutschland                                 | Ag 925, 18g | 26. Okt. 2010 D             | 175 Jahre Eisenbahn in Deutschland 10 × 0,55 €                                                                            | 11. Okt. 2010  | 19,95 €      |
| 6/2010              |        | FIS Alpine Ski-Weltmeisterschaften 2011 – Sport in Deutschland     | Ag 925, 18g | 11. Nov. 2010 A, D, F, G, J | FIS Alpine Ski-Weltmeisterschaften 2011 10 × 0,55 €                                                                       | 25. Nov. 2010  | 19,95 €      |
| 1/2011              |        | 200. Geburtstag des Komponisten Franz Liszt                        | Ag 625, 16g | 3. Feb. 2011 G              | Franz Liszt 1811–1886 10 × 0,55 €                                                                                         | 3. Feb. 2011   | 19,95 €      |

## 10-Euro-Gedenkmünzen 2011–2015 (Kupfer-Nickel-Legierung)
| Nummer | Format | Thema                                                       | Münze | Ausgabedatum Prägestätte   | Briefmarke(n)                                                                                 | Ausgabedatum   | Ausgabepreis |
| ------ | ------ | ----------------------------------------------------------- | ----- | -------------------------- | --------------------------------------------------------------------------------------------- | -------------- | ------------ |
| 2/2011 |        | 125 Jahre Automobil                                         | Cu-Ni | 9. Juni 2011 F             | 125 Jahre Automobil 10 × 0,55 €                                                               | 5. Mai 2011    | 19,95 €      |
| 3/2011 |        | Frauenfußball-Weltmeisterschaft Deutschland 2011            | Cu-Ni | 9. Juni 2011 A, D, F, G, J | Frauen Fußball-WM Deutschland 5 × 0,45 € + 0,20 € 5 × 0,55 € + 0,25 €                         | 7. April 2011  | 19,95 €      |
| 4/2011 |        | 500 Jahre Till Eulenspiegel                                 | Cu-Ni | 14. Juli 2011 D            | 500 Jahre Till Eulenspiegel 10 × 0,55 €                                                       | 7. Juli 2011   | 19,95 €      |
| 5/2011 |        | 150 Jahre Entdeckung des Urvogels Archaeopteryx             | Cu-Ni | 11. Aug. 2011 A            | 150 Jahre Entdeckung des Urvogels Archaeopteryx 10 × 0,55 €                                   | 11. Aug. 2011  | 19,95 €      |
| 6/2011 |        | 100 Jahre Hamburger Elbtunnel                               | Cu-Ni | 15. Sep. 2011 J            | 100 Jahre Hamburger Elbtunnel 10 × 0,55 €                                                     | 15. Sep. 2011  | 19,95 €      |
| 1/2012 |        | 300. Geburtstag von Friedrich der Große                     | Cu-Ni | 9. Feb. 2012 A             | Friedrich der Große 1712–1786 10 × 0,55 €                                                     | 2. Jan. 2012   | 19,95 €      |
| 2/2012 |        | 50 Jahre Deutsche Welthungerhilfe                           | Cu-Ni | 12. April 2012 G           | 50 Jahre Deutsche Welthungerhilfe 10 × 0,55 €                                                 | 12. April 2012 | 19,95 €      |
| 3/2012 |        | 200 Jahre Grimms Märchen                                    | Cu-Ni | 14. Juni 2012 F            | 200 Jahre Grimms Märchen 10 × 0,55 €                                                          | 14. Juni 2012  | 19,95 €      |
| 4/2012 |        | 100 Jahre Deutsche Nationalbibliothek                       | Cu-Ni | 13. Sep. 2012 D            | 100 Jahre Deutsche Nationalbibliothek 10 × 0,55 €                                             | 13. Sep. 2012  | 19,95 €      |
| 5/2012 |        | 150. Geburtstag des Schriftstellers Gerhart Hauptmann       | Cu-Ni | 8. Nov. 2012 J             | Gerhart Hauptmann 1862–1946 10 × 0,55 €                                                       | 2. Nov. 2012   | 19,95 €      |
| 1/2013 |        | Grimms Märchen: Schneewittchen                              | Cu-Ni | 21. März 2013 J            | 200 Jahre Grimms Märchen 10 × 0,55 €                                                          | 14. Juni 2012  | 19,95 €      |
| 2/2013 |        | 150 Jahre Rotes Kreuz                                       | Cu-Ni | 11. April 2013 A           | 150 Jahre Rotes Kreuz 10 × 0,58 €                                                             | 4. April 2013  | 19,95 €      |
| 3/2013 |        | 200. Geburtstag des Komponisten Richard Wagner              | Cu-Ni | 22. Mai 2013 D             | 200. Geburtstag Richard Wagner 10 × 0,58 €                                                    | 2. Mai 2013    | 19,95 €      |
| 4/2013 |        | 200. Geburtstag des Schriftstellers Georg Büchner           | Cu-Ni | 10. Okt. 2013 F            | Georg Büchner 1813–1837 10 × 0,58 €                                                           | 10. Okt. 2013  | 19,95 €      |
| 5/2013 |        | 125 Jahre Strahlen elektrischer Kraft – Heinrich Hertz      | Cu-Ni | 21. Nov. 2013 G            | 125 Jahre Strahlen elektrischer Kraft – Heinrich Hertz 10 × 0,58 €                            | 2. Nov. 2013   | 19,95 €      |
| 1/2014 |        | Grimms Märchen: Hänsel und Gretel                           | Cu-Ni | 6. Feb. 2014 G             | Grimms Märchen: Hänsel und Gretel 4 × 0,60 € + 0,30 € 4 × 0,90 € + 0,40 € 2 × 1,45 € + 0,55 € | 6. Feb. 2014   | 27,50 €      |
| 2/2014 |        | 250. Geburtstag des Bildhauers Johann Gottfried Schadow     | Cu-Ni | 8. Mai 2014 A              | Johann Gottfried Schadow 1764–1850 10 × 0,60 €                                                | 8. Mai 2014    | 22,95 €      |
| 3/2014 |        | 150. Geburtstag des Komponisten Richard Strauss             | Cu-Ni | 5. Juni 2014 D             | Richard Strauss 1864–1949 10 × 0,60 €                                                         | 5. Juni 2014   | 22,95 €      |
| 4/2014 |        | 600 Jahre Konstanzer Konzil                                 | Cu-Ni | 3. Juli 2014 F             | 600 Jahre Konstanzer Konzil 10 × 0,60 €                                                       | 3. Juli 2014   | 22,95 €      |
| 5/2014 |        | 300 Jahre Fahrenheit-Skala                                  | Cu-Ni | 6. Nov. 2014 J             | 300 Jahre Fahrenheit-Skala 10 × 0,60 €                                                        | 3. Nov. 2014   | 22,95 €      |
| 1/2015 |        | Grimms Märchen: Dornröschen                                 | Cu-Ni | 12. Feb. 2015 D            | Grimms Märchen: Dornröschen 4 × 0,62 € + 0,30 € 4 × 0,85 € + 0,40 € 2 × 1,45 € + 0,55 €       | 5. Feb. 2015   | 27,50 €      |
| 2/2015 |        | 200. Geburtstag des Staatsmanns Otto von Bismarck           | Cu-Ni | 26. März 2015 A            | Otto von Bismarck 1815–1898 10 × 0,62 €                                                       | 2. April 2015  | 22,95 €      |
| 3/2015 |        | 150 Jahre Deutsche Gesellschaft zur Rettung Schiffbrüchiger | Cu-Ni | 7. Mai 2015 J              | 150 Jahre Deutsche Gesellschaft zur Rettung Schiffbrüchiger 10 × 0,62 €                       | 7. Mai 2015    | 22,95 €      |
| 4/2015 |        | 1000 Jahre Leipzig                                          | Cu-Ni | 2. Juli 2015 F             | 1000 Jahre Leipzig 10 × 0,62 €                                                                | 1. Juli 2015   | 22,95 €      |
| 6/2015 |        | 500. Geburtstag des Malers Lucas Cranach der Jüngere        | Cu-Ni | 1. Okt. 2015 G             | Lucas Cranach der Jüngere 1515–1586 10 × 0,45 €                                               | 1. Okt. 2015   | 22,95 €      |

## 25-Euro-Gedenkmünze 2015 (Silber)
Zum 25-jährigen Jubiläum der Deutschen Einheit wurde einmalig eine 25-Euro-Silbergedenkmünze inkl. Numisblatt herausgegeben.
| Nummer | Format | Thema                     | Münze       | Ausgabedatum Prägestätte   | Briefmarke(n)                         | Ausgabedatum | Ausgabepreis |
| ------ | ------ | ------------------------- | ----------- | -------------------------- | ------------------------------------- | ------------ | ------------ |
| 5/2015 |        | 25 Jahre Deutsche Einheit | Ag 999, 18g | 1. Okt. 2015 A, D, F, G, J | 25 Jahre Deutsche Einheit 10 × 0,62 € | 1. Okt. 2015 | 38,50 €      |

## 20-Euro-Gedenkmünzen, seit 2016 (Silber)
| Nummer | Format      | Thema                                                      | Münze       | Ausgabedatum Prägestätte | Briefmarke(n) | Ausgabedatum   | Ausgabepreis |
| ------ | ----------- | ---------------------------------------------------------- | ----------- | ------------------------ | --- | -------------- | ------------ |
| 1/2016 |             | Grimms Märchen: Rotkäppchen                                | Ag 925, 18g | 4. Feb. 2016 A           | Grimms Märchen: Rotkäppchen 4 × 0,70 € + 0,30 € 4 × 0,85 € + 0,40 € 2 × 1,45 € + 0,55 €                             | 11. Feb. 2016  | 39,90 €      |
| 2/2016 |             | 125. Geburtstag der Schriftstellerin Nelly Sachs           | Ag 925, 18g | 7. April 2016 F          | Nelly Sachs 1891–1917 10 × 0,70 €                                                                                   | 7. April 2016  | 37,90 €      |
| 3/2016 |             | 200. Geburtstag des Verlegers Ernst Theodor Amandus Litfaß | Ag 925, 18g | 7. Juli 2016 D           | Ernst Litfaß 1816–1874 10 × 0,70 €                                                                                  | 11. Feb. 2016  | 37,90 €      |
| 4/2016 |             | 175 Jahre Deutschlandlied – Nationalhymne                  | Ag 925, 18g | 6. Okt. 2016 J           | 175 Jahre Deutschlandlied 10 × 0,70 €                                                                               | 6. Okt 2016    | 37,90 €      |
| 5/2016 |             | 125. Geburtstag des Grafikers Otto Dix                     | Ag 925, 18g | 3. Nov. 2016 G           | Otto Dix 1891–1969 10 × 0,85 €                                                                                      | 2. Nov 2016    | 37,90 €      |
| 1/2017 |             | Grimms Märchen: Bremer Stadtmusikanten                     | Ag 925, 18g | 9. Feb. 2017 J           | Grimms Märchen: Bremer Stadtmusikanten 4 × 0,70 € + 0,30 € 4 × 0,85 € + 0,40 € 2 × 1,45 € + 0,55 €                  | 9. Feb. 2017   | 39,90 €      |
| 2/2017 |             | 500 Jahre Reformation                                      | Ag 925, 18g | 6. April 2017 A          | 500 Jahre Reformation 10 × 0,70 €                                                                                   | 13. April 2017 | 37,90 €      |
| 3/2017 |             | 50 Jahre Deutsche Sporthilfe                               | Ag 925, 18g | 4. Mai 2017 D            | 50 Jahre Deutsche Sporthilfe 4 × 0,70 € + 0,30 € 4 × 0,85 € + 0,40 € 2 × 1,45 € + 0,55 €                            | 11. Mai 2017   | 39,90 €      |
| 4/2017 |             | 200 Jahre Fahrrad – Laufmaschine von Karl Drais 1817       | Ag 925, 18g | 13. Juli 2017 G          | 200 Jahre Fahrrad – Laufmaschine von Karl Drais 1817 10 × 0,70 €                                                    | 13. Juli 2017  | 37,90 €      |
| 5/2017 |             | 300. Geburtstag Johann Joachim Winckelmann                 | Ag 925, 18g | 12. Okt. 2017 F          | Johann Joachim Winckelmann 1717–1768 10 × 0,70 €                                                                    | 12. Okt. 2017  | 37,90 €      |
| 1/2018 |             | Grimms Märchen: Der Froschkönig                            | Ag 925, 18g | 25. Jan. 2018 F          | Grimms Märchen: Der Froschkönig 4 × 0,70 € + 0,30 € 4 × 0,85 € + 0,40 € 2 × 1,45 € + 0,55 €                         | 1. Feb. 2018   | 39,90 €      |
| 2/2018 |             | 275 Jahre Gewandhausorchester                              | Ag 925, 18g | 8. März 2018 G           | Tag der Musik – 275 Jahre Gewandhausorchester 10 × 0,70 €                                                           | 3. Mai 2018    | 37,90 €      |
| 3/2018 |             | 800 Jahre Hansestadt Rostock                               | Ag 925, 18g | 17. Mai 2018 J           | 800 Jahre Hansestadt Rostock 10 × 0,70 €                                                                            | 7. Juni 2018   | 37,90 €      |
| 4/2018 |             | 150. Geburtstag Peter Behrens                              | Ag 925, 18g | 13. Sep. 2018 A          | Peter Behrens 1868–1940 10 × 0,70 €                                                                                 | 12. April 2018 | 37,90 €      |
| 5/2018 |             | 100. Geburtstag Ernst Otto Fischer                         | Ag 925, 18g | 11. Okt. 2018 D          | Ernst Otto Fischer 1918–2007 10 × 0,70 €                                                                            | 2. Nov. 2018   | 37,90 €      |
| 1/2019 |             | 100 Jahre Frauenwahlrecht                                  | Ag 925, 18g | 17. Jan. 2019 D          | 100 Jahre Frauenwahlrecht 10 × 0,70 €                                                                               | 2. Jan. 2019   | 37,90 €      |
| 2/2019 |             | 100 Jahre Bauhaus                                          | Ag 925, 18g | 14. März 2019 J          | 100 Jahre Bauhaus 1919–2019 10 × 0,70 €                                                                             | 4. April 2019  | 37,90 €      |
| 3/2019 |             | Grimms Märchen: Das tapfere Schneiderlein                  | Ag 925, 18g | 16. Mai 2019 G           | Grimms Märchen: Das tapfere Schneiderlein 4 × 0,70 € + 0,30 € 4 × 0,85 € + 0,40 € 2 × 1,45 € + 0,55 €               | 7. Febr. 2019  | 39,90 €      |
| 4/2019 |             | 100 Jahre Weimarer Reichsverfassung                        | Ag 925, 18g | 8. Aug. 2019 F           | 100 Jahre Weimarer Reichsverfassung 1919–2019 10 × 0,95 €                                                           | 1. Aug. 2019   | 37,90 €      |
| 5/2019 |             | 250. Geburtstag Alexander von Humboldt                     | Ag 925, 18g | 5. Sept. 2019 F          | Alexander von Humboldt 1769–1869 10 × 0,80 €                                                                        | 5. Sept. 2019  | 37,90 €      |
| 1/2020 |             | Grimms Märchen: Der Wolf und die sieben jungen Geißlein    | Ag 925, 18g | 16. Jan. 2020 D          | Grimms Märchen: Der Wolf und die sieben jungen Geißlein 4 × 0,80 € + 0,40 € 4 × 0,95 € + 0,45 € 2 × 1,55 € + 0,55 € | 6. Feb. 2020   | 42,50 €      |
| 2/2020 |             | 250. Geburtstag Ludwig van Beethoven                       | Ag 925, 18g | 20. Feb. 2020 F          | Ludwig van Beethoven 1770–1827 10 × 0,80 €                                                                          | 2. Jan. 2020   | 39,90 €      |
| 3/2020 |             | 300. Geburtstag Freiherr von Münchhausen                   | Ag 925, 18g | 7. Mai 2020 A            | Freiherr von Münchhausen 1720–1797 10 × 0,80 €                                                                      | 7. Mai 2020    | 38,89 €      |
| 4/2020 |             | 900 Jahre Freiburg im Breisgau                             | Ag 925, 18g | 9. Juli 2020 G           | 900 Jahre Freiburg im Breisgau 10 × 0,80 €                                                                          | 2. Juli 2020   | 38,89 €      |
| 1/2021 |             | Grimms Märchen: Frau Holle                                 | Ag 925, 18g | 21. Jan. 2021 F          | Grimms Märchen: Frau Holle 4 × 0,80 € + 0,40 € 4 × 0,95 € + 0,45 € 2 × 1,55 € + 0,55 €                              | 4. Feb. 2021   | 42,50 €      |
| 2/2021 |             | 50 Jahre Die Sendung mit der Maus                          | Ag 925, 18g | 25. Feb. 2021 A          | 50 Jahre Die Sendung mit der Maus 10 × 0,80 €                                                                       | 1. März 2021   | 39,90 €      |
| 3/2021 |             | 100. Geburtstag Sophie Scholl                              | Ag 925, 18g | 22. April 2021 D         | Sophie Scholl 1921–1943 10 × 0,80 €                                                                                 | 6. Mai 2021    | 39,90 €      |
| 4/2021 |             | 200. Geburtstag Sebastian Kneipp                           | Ag 925, 18g | 20. Mai 2021 G           | Sebastian Kneipp 1821–1897 10 × 1,55 €                                                                              | 1. April 2021  | 47,40 €      |
| 5/2021 | [ Anm. 12 ] | Fußball-Europameisterschaft 2021                           | Ag 925, 18g | 10. Juni 2021 J          | Fußball-Europameisterschaft 2021 10 × 0,80 €                                                                        | 10. Juni 2021  | 39,90 €      |
| 1/2022 |             | Grimms Märchen: Rumpelstilzchen                            | Ag 925, 18g | 20. Jan. 2022 J          | Grimms Märchen: Rumpelstilzchen 4 × 0,85 € + 0,40 € 4 × 1,00 € + 0,45 € 2 × 1,60 € + 0,55 €                         | 3. Feb. 2022   | 44,90 €      |
| 2/2022 |             | 225. Geburtstag Annette von Droste-Hülshoff                | Ag 925, 18g | 24. Feb. 2022 G          | Annette von Droste-Hülshoff 1797–1848 10 × 0,70 €                                                                   | 3. Jan. 2022   | 40,90 €      |
| 3/2022 |             | 50 Jahre Deutsches Kinderhilfswerk                         | Ag 925, 18g | 12. Mai 2022 D           | 50 Jahre Deutsches Kinderhilfswerk 10 × 0,85 €                                                                      | 1. März 2022   | 40,90 €      |
| 4/2022 |             | 1200 Jahre Kloster Corvey                                  | Ag 925, 18g | 22. Sep. 2022 F          | 1200 Jahre Kloster Corvey 10 × 0,70 €                                                                               | 1. März 2016   | 40,90 €      |
| 1/2023 |             | Grimms Märchen: Hans im Glück                              | Ag 925, 18g | 19. Jan. 2023 F          | Grimms Märchen: Hans im Glück 4 × 0,85 € + 0,40 € 4 × 1,00 € + 0,45 € 2 × 1,60 € + 0,55 €                           | 2. Feb. 2023   | 44,90 €      |
| 2/2023 |             | 125. Geburtstag Bertolt Brecht                             | Ag 925, 18g | 9. Feb. 2023 J           | Bertolt Brecht 1896–1956 10 × 0,85 €                                                                                | 2. Feb. 2023   | 40,90 €      |
| 3/2023 |             | 400 Jahre Rechenmaschine von Wilhelm Schickard             | Ag 925, 18g | 3. Aug. 2023 D           | 400 Jahre Rechenmaschine von Wilhelm Schickard 10 × 0,85 €                                                          | 7. Sep. 2023   | 40,90 €      |
| 4/2023 |             | 100. Geburtstag Vicco von Bülow (Loriot)                   | Ag 925, 18g | 28. Sep. 2023 A          | Vicco von Bülow 1923–2011 5 × 0,85 € 100. Geburtstag Loriot 5 × 0,85 €                                              | 2. Nov. 2023   | 40,90 €      |
| 1/2024 |             | 300. Geburtstag Immanuel Kant                              | Ag 925, 18g | 11. April 2024 J         | Immanuel Kant 1724–1804 10 × 0,85 €                                                                                 | 4. April 2024  | 40,90 €      |
| 3/2024 |             | 75 Jahre Grundgesetz                                       | Ag 925, 18g | 23. Mai 2024 G           | 75 Jahre Grundgesetz 10 × 0,85 €                                                                                    | 2. Mai 2024    | 40,90 €      |
| 4/2024 |             | 125. Geburtstag Erich Kästner                              | Ag 925, 18g | 5. Sep. 2024 D           | Erich Kästner 1899–1974 10 × 0,85 €                                                                                 | 1. Feb. 2024   | 40,90 €      |
| 1/2025 |             | 75. Internationale Filmfestspiele Berlin                   | Ag 925, 18g | 23. Jan. 2025 A          | 75. Internationale Filmfestspiele Berlin 10 × 0,95 €                                                                | 6. Feb. 2025   | 43,90 €      |

## 25-Euro-Gedenkmünzen Weihnachten, seit 2021 (Silber)
Seit 2021 wird als Weihnachtsausgabe eine 25-Euro-Silbergedenkmünze inkl. Numisblatt herausgegeben.
| Nummer | Format | Thema                                     | Münze       | Ausgabedatum Prägestätte | Briefmarke(n)                                                                                       | Ausgabedatum | Ausgabepreis |
| ------ | ------ | ----------------------------------------- | ----------- | ------------------------ | --------------------------------------------------------------------------------------------------- | ------------ | ------------ |
| 6/2021 |        | Weihnachten – Geburt Christi              | Ag 999, 22g | 18. Nov. 2021 J          | Weihnachten 2021: Die Botschaft des Engels: Fürchtet euch nicht 10 × 0,80 €                         | 2. Nov. 2021 | 45,90 €      |
| 5/2022 |        | Weihnachten – Herrnhuter Stern            | Ag 999, 22g | 24. Nov. 2022 A          | Weihnachten 2022: Die Botschaft des Engels: Ich verkündige euch eine große Freude 10 × 0,85 €       | 2. Nov. 2022 | 45,90 €      |
| 5/2023 |        | Weihnachten – Erzgebirgischer Schwibbogen | Ag 999, 22g | 23. Nov. 2023 G          | Weihnachten 2023: Die Botschaft des Engels: Euch ist heute der Heiland geboren 10 × 0,85 € + 0,40 € | 2. Nov. 2023 | 49,90 €      |
| 5/2024 |        | Weihnachten – Adventskranz                | Ag 999, 22g | 21. Nov. 2024 F          | Weihnachten 2024 10 × 0,85 € + 0,40 €                                                               | 2. Nov. 2024 | 49,90 €      |

## 11-Euro-Gedenkmünze 2024 (Silber)
Zur Fußball-Europameisterschaft 2024 wurde einmalig eine 11-Euro-Silbergedenkmünze inkl. Numisblatt herausgegeben.
| Nummer | Format | Thema                            | Münze       | Ausgabedatum Prägestätte | Briefmarke(n)                                | Ausgabedatum | Ausgabepreis |
| ------ | ------ | -------------------------------- | ----------- | ------------------------ | -------------------------------------------- | ------------ | ------------ |
| 2/2024 |        | Fußball-Europameisterschaft 2024 | Ag 500, 14g | 8. Mai 2024 A            | Fußball-Europameisterschaft 2024 10 × 0,85 € | 6. Juni 2024 | 34,90 €      |

Anmerkungen
1. ↑  fett = abweichende Legierung
2. ↑  fett = abweichender Ausgabepreis; der Ausgabepreis orientiert sich meist an den Nennwerten der Briefmarken. Enthält ein Numisblatt höherwertige oder Zuschlagsmarken, steigt der Preis. Enthält ein Numisblatt nur wenige Marken (z. B. Blockausgaben), reduziert sich der Preis.
3. ↑  Die Nummerierung der Numisblätter ist an dieser Stelle inkonsequent. In der Praxis wurde diese jedoch tatsächlich so verwendet. Das WM-Numisblatt ersetzt im Jahrgang 2003 Nummer 4/2003.
4. ↑  Ab Jahrgang 2010 wurde der reguläre Verkaufspreis auf 19,95 € angehoben.
5. ↑  Hier wurden erstmals in der Numisblattgeschichte ältere Briefmarken eines früheren Blatts (zum gleichen/ähnlichen Thema) erneut verwendet.
6. ↑  Ab Jahrgang 2014 wurde der Umsatzsteuersatz für Numisblätter vom ermäßigten (7 %) auf den regulären Steuersatz (19 %) angehoben. Der reguläre Verkaufspreis stieg damit auf 22,95 €.
7. ↑  Ab Jahrgang 2016 wurde der reguläre Verkaufspreis aufgrund der Umstellung auf 20-Euro-Gedenkünzen auf 37,90 € angehoben.
8. ↑  Ab Jahrgang 2020 wurde der reguläre Verkaufspreis auf 39,90 € angehoben.
9. ↑  Bei den Ausgaben 3 und 4/2020 wurde der auf 16 % gesenkte Umsatzsteuersatz weitergegeben.
10. ↑  Dieses Numisblatt war ursprünglich als Nummer 5/2020 geplant. Aufgrund der Verschiebung der Fußball-Europameisterschaft 2020 erschienen 2020 nur 4 statt der geplanten 5 Ausgaben.
11. ↑  Dieses Numisblatt war ursprünglich als Nummer 4/2020 geplant. Aufgrund der Verschiebung der Fußball-Europameisterschaft 2020 erscheinen 2021 6 statt der geplanten 5 Ausgaben.
12. ↑  Bei der Ausgabe 5/2021 handelt es sich um die bis dato letzte Ausgabe im Querformat. Alle folgenden Numisblätter wurden im Hochformat herausgegeben.
13. ↑  Ab Jahrgang 2022 wurde der reguläre Verkaufspreis auf 40,90 € angehoben.
14. ↑  Ab Jahrgang 2025 wurde der reguläre Verkaufspreis auf 43,90 € angehoben.

## Liste der Numisergänzungsblätter
Dies ist eine Liste der Numisergänzungsblätter, die bisher herausgegeben wurden. Es handelt sich dabei im Gegensatz zu oben stehenden Listen um keine offiziellen Ausgaben der Deutschen Post AG.
| Ausgabejahr | Format | Thema                                   | Briefmarke(n)                                        | Ausgabedatum   | Herausgeber       | Ausgabepreis |
| ----------- | ------ | --------------------------------------- | ---------------------------------------------------- | -------------- | ----------------- | ------------ |
| 1999        |        | 100 Jahre Automobilclub von Deutschland | 100 Jahre Automobilclub von Deutschland 10 × 1,10 DM | 27. April 1999 | Hermann E. Sieger | 29,50 DM     |
| 2005        |        | Papst Johannes Paul II. 1978–2005       | Papst Johannes Paul II. 1920–2005 10 × 0,55 €        | 12. Mai 2005   | unbekannt         | unbekannt    |